# Jean de Puybaudet
Pour les articles homonymes, voir Puybaudet.
Jean Poute de Puybaudet, dit par convenance Jean de Puybaudet, né le 27 juin 1917 à Tours et mort le 4 novembre 1996 à Saint-Denis de La Réunion, est un religieux, prêtre-ouvrier,  missionnaire, catholique, français.

## Biographie

### Famille
Jean de Puybaudet est né le 27 juin 1917 à Tours du mariage de Joseph Poute de Puybaudet (1884-1975), ingénieur, et de Mathilde Guillier (1888-1981). Dans son ouvrage Catalogue de la noblesse française, le diplomate Régis Valette, la fait remonter les origines de la famille Poute de Puybaudet en 1427.

### Formation et apostolat

#### 1948 - 1972
Jean de Puybaudet entre au noviciat de la Compagnie de Jésus en 1938 ; il est ordonné prêtre en 1948.
Il est nommé à Madagascar dès 1951. Après avoir appris la langue malgache, il œuvre dans le domaine social, étant chargé des questions sociales pour l'ensemble de l'île.
Expulsé en 1962 après l'indépendance du pays, il est alors envoyé à La Réunion où il poursuit son œuvre, à la fois de prêtre, d'enseignant en philosophie, et d'acteur du développement social de l'île. Ainsi, il écrit en 1967 dans un document du diocèse « Si les Réunionnais prenaient une plus claire conscience de la responsabilité qu’ils détiennent dans le devenir de leur pays, s’ils avaient le désir et la possibilité d’être des acteurs et non des figurants dans le jeu de la vie économique, sociale et politique de l’île, l’avenir de La Réunion apparaîtrait moins sombre. Si le souci du bien commun, l’esprit civique animaient tous les hommes et les femmes, quel que soit leur rang, leur savoir ou leur fortune, de nombreuses réalisations pourraient rapidement voir le jour, fruits du travail, de l’ingéniosité et de la persévérance ».
Toujours modeste et discret, Jean de Puybaudet « incarne la doctrine sociale de l’Église » : il œuvre aussi bien dans sa communauté religieuse que dans le diocèse en général : il est supérieur de la congrégation de 1965 à 1972, rédacteur en chef de l’hebdomadaire Croix-Sud, animateur de divers mouvements d’action catholique ; il joue un rôle important du point de vue éducatif, social, politique, notamment en participant à la création de l’Association réunionnaise d’éducation populaire (AREP) en 1962 et de l’Association pour le déroulement normal des opérations électorales (ADNOE) en 1969,.
Toutes ces réalisations en font l'une des « célébrités » de La Réunion.

#### 1973 - 1980
En 1972, il se consacre aux plus pauvres et à leurs familles. Les difficultés sont grandes avec le pouvoir politique (le député Michel Debré et les préfets successifs) lorsqu'il cherche à défendre les droits des plus pauvres. Il vit alors au milieu des ouvriers agricoles. De 1973 à 1980, il est prêtre-ouvrier : il exerce son ministère de prêtre tout en assurant sa profession de journalier agricole.

#### 1980 - 1996
Jean de Puybaudet est ensuite nommé dans les paroisses de Saint-André, Saint-Benoît et Saint-Louis. Dans le prolongement de ses actions passées dans les domaines éducatif, social, politique, il crée le courant d’action « Humanisme et Progrès à La Réunion » (HPR). En 1992, il publie le Manifeste pour un développement de La Réunion, dans lequel il propose aux Réunionnais de « construire ensemble une Réunion qui gagne dans une France forte, en relation avec l’Europe et notre environnement immédiat dans l’océan Indien ».
Jean de Puybaudet meurt le 4 novembre 1996 à Saint-Denis de La Réunion d’un cancer foudroyant du cerveau.

## Pour approfondir